# Bothrops atrox
Bothrops atrox es una especie de serpiente de la familia de las víboras (Viperidae), del género Bothrops comúnmente conocida como jergón, mapanare, mapaná o equis. Se distribuye por la mayor parte del norte y centro de Sudamérica, al igual que en el sur de Centroamérica. Es una de las serpientes venenosas que más muertes causa en esa región.[cita requerida] Se le puede encontrar no solo en los bosques, sino también en las cercanías de zonas habitadas.
Esta serpiente se alimenta sobre todo de pequeños mamíferos, pájaros, lagartijas y serpientes. Detecta a los animales de sangre caliente al percibir su calor corporal por medio de fosetas loreales, un órgano ubicado entre los ojos y el hocico del animal. Se camufla cerca de caminos a la espera de sus presas. Puede tener diversos colores: desde marrón, pasando por el verde oliva hasta el gris. Su longitud puede llegar hasta los dos metros.[cita requerida]

## Nombres comunes
En español, barba amarilla, alusión al color amarillo pálido de la mandíbula. En Ecuador es conocida como serpiente X; en kichwa, como pitalala. En Guyana se conoce como labaria o labarria. En Perú es llamada jergón, aroani (yagua), cascabel (juveniles), ihdóni (Bora), jergona, jergón de la selva, macanchi (Alto Marañón), machacú, marashar y nashipkit (nombres aguaruna). En Venezuela es llamada mapanare. En Colombia es conocida como mapaná (Llanos de Vichada), mapaná equis (Antioquia) y taya equis, alusión a las marcas del patrón de coloración que parecen formar una X; por esta misma razón, es simplemente llamada equis en Ecuador. En Panamá se la conoce como mapaná y comparte hábitat con la equis (Bothrops asper). En Trinidad es conocida como mapepire balsain. Otros nombres comunes locales incluyen macagua, pelo de gato, jaracacá amarilla, cuatronarices, pudridora y nauyaca.

## Descripción

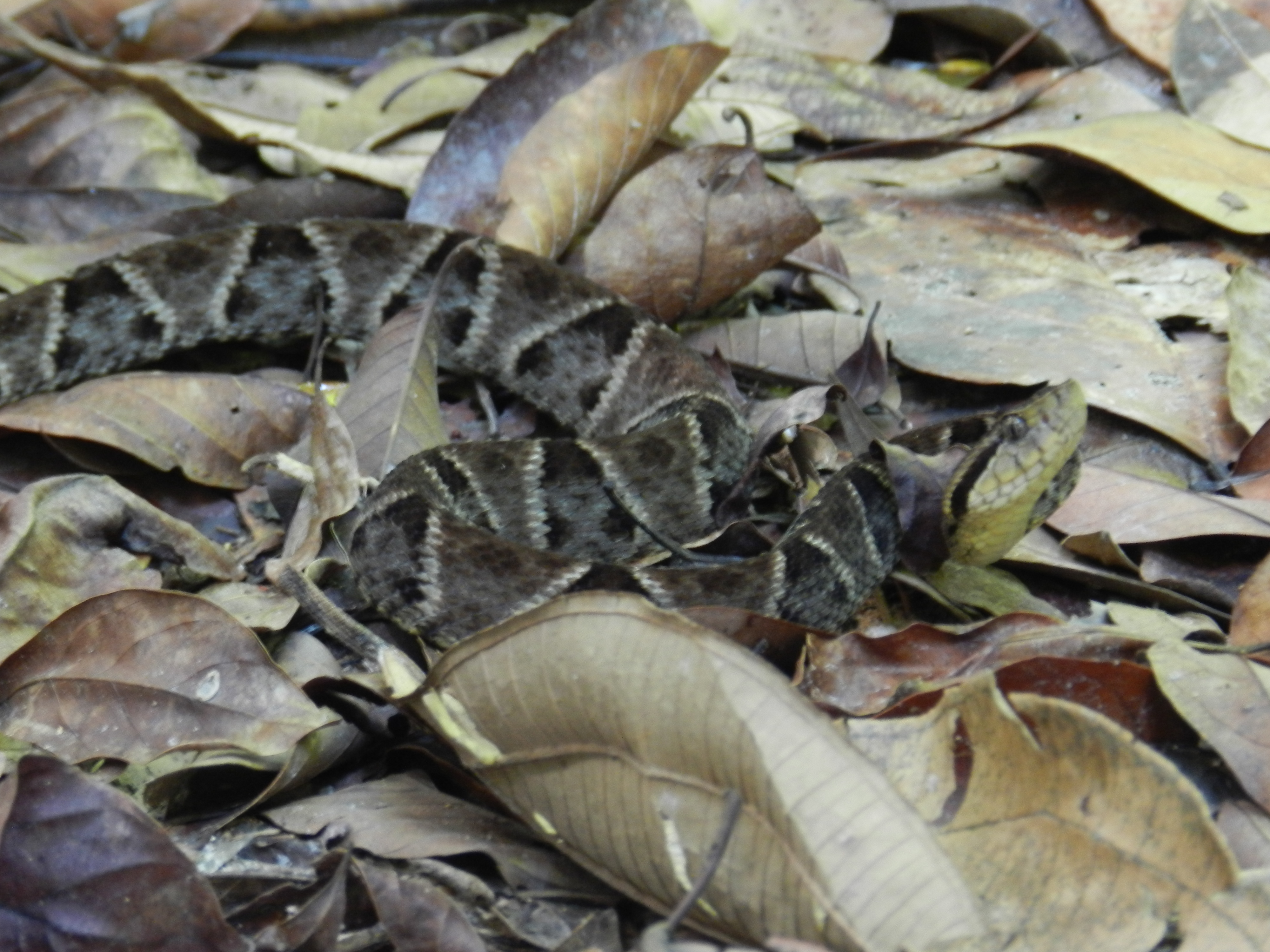
Bothrops atrox o mapepire balsain, en Arima, Trinidad y Tobago.

Los adultos por lo general tienen un tamaño de 75-125 cm y un cuerpo moderadamente pesado. Las informaciones sobre su tamaño máximo no están claras, ya que esta especie se confunde a menudo con B. asper. Soini (1974) menciona que en una serie de 80 muestras recogidas en el noreste de Perú, el más grande fue una hembra de 138,8 cm. Campbell y Lamar (2004) midieron una hembra con un tamaño total de 162 cm.
La escamación incluye 23-30 (usualmente 23-25) filas de escamas dorsales a la mitad del cuerpo, 169-214/177-214 escamas ventrales en los machos/hembras, 52 a 86 (generalmente 75 o menos) escamas subcaudales en los machos, que suelen ser dividido, y 47-72 subcaudales en las hembras. En la cabeza, la escama rostral es casi tan alta, o ligeramente superior, que el ancho. Hay 3-11 (generalmente 5-9) escamas carenadas intersupraoculares, 7-13 (generalmente 8-11) escalas sublabiales, y 6-9 (normalmente 7) escamas supralabiales, la segunda de las cuales se fusiona con la escama prelacunal para formar una escama lacunolabial.
El patrón de coloración puede variar. El color de fondo puede ser oliva, marrón, beige, gris, amarillo, o (raramente) un color pardo herrumbroso. Las marcas del cuerpo y el contraste pueden variar también: en algunos especímenes el patrón queda bien definido, mientras que en otros puede ser prácticamente inexistente. Sin embargo, en general el patrón del cuerpo consiste de una serie de manchas dorsolaterales que son rectangulares o de forma trapezoidal y se extienden desde la primera fila de dorsales a la mitad de la espalda. Estas manchas pueden alternar en toda la línea media, a menudo fusionando para formar bandas. El vientre puede ser blanco, crema o gris amarillento, con una creciente cantidad de gris a negro que puede desvanecerse bajo la cola. Por lo general, la cabeza no tiene otra marca que una franja postocular moderadamente ancha que va desde detrás del ojo hacia la comisura de los labios. El iris es de tono dorado o de bronce, con diferentes grados de reticulación de negro. La lengua es de color negro.

## Distribución y hábitat
El área de distribución de Bothrops atrox incluye las tierras bajas tropicales de Sudamérica al este de los Andes, incluyendo el sudeste y noreste de Colombia en los llanos orientales, el sur y el este de Venezuela, Guyana, Surinam, Guyana Francesa, el este de Ecuador, el este de Perú, el norte de Bolivia y la mitad norte de Brasil. En Colombia, Ecuador y Venezuela es frecuentemente confundida con Bothrops asper, una de las serpientes más venenosas de Centroamérica y del norte de Sudamérica.
El hábitat natural de esta especie son las selvas tropicales de América del Sur. A pesar de la vasta destrucción de los bosques tropicales, Bothrops atrox se mantiene entre los más numerosos de la subfamilia de las víboras y no está en peligro de extinción.

## Comportamiento

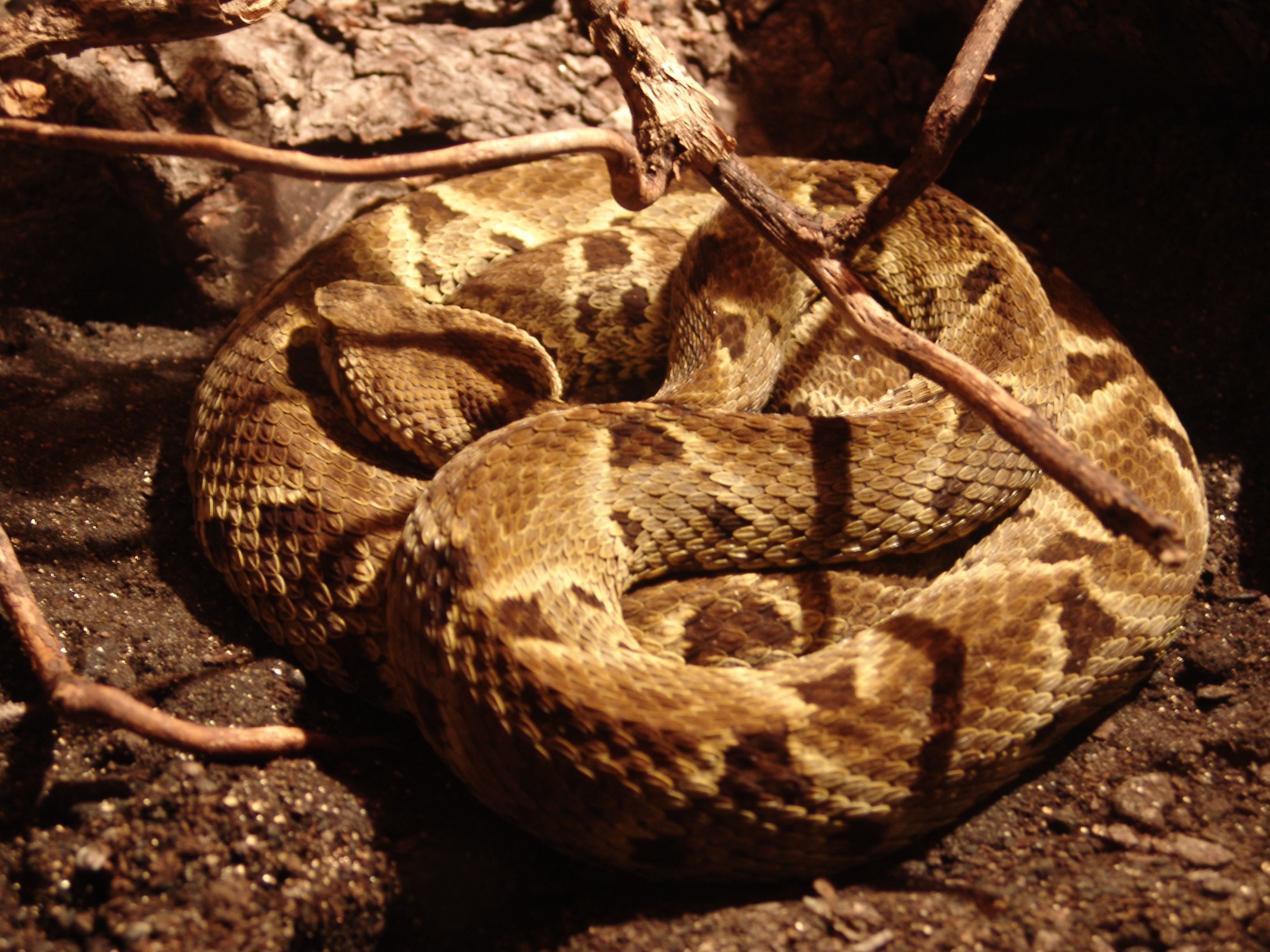
B. atrox

Aunque por lo general es una serpiente terrestre, es también una excelente nadadora y trepa a los árboles, incluso para llegar a la presa. Es esencialmente nocturna, pero puede buscar alimento en cualquier momento del día si es necesario.
La dieta principal incluye mamíferos pequeños y aves, aunque también ranas y lagartijas. Muerde las presas de tamaño mayor y las deja libres hasta que el veneno hace su efecto, después de lo cual las detecta a través de su rastro de olor.

### Reproducción
La jergón es ovovivípara. Después del apareamiento, las hembras con embriones en desarrollo se mueven dentro y fuera del sol para mantener una temperatura constante. En las regiones ecuatoriales, el período de gestación es de aproximadamente 3-4 meses, con un promedio de 60 hasta 80 crías por camada. Al nacer, las crías tienen un tamaño de unos 34 cm, un colorido más brillante que los adultos, y una cola de color amarillo o beige. Nacen con glándulas venenosas y son peligrosas desde el comienzo.

## Veneno
La mordedura de Bothrops atrox es peligrosa, conteniendo una hemotoxina cuyos síntomas son dolores y grandes inflamaciones locales. Problemas de coagulación, necrosis y fallas en el sistema cardiovascular y renal.
Dado que se trata de un vipérido, el ataque es particularmente muy rápido ya que le basta con dar un golpe con su hocico y clavar los colmillos inyectando el veneno acto seguido a diferencia de un elápido que aplica mayor fuerza al morder.
Esta serpiente es muy temida por su veneno que es particularmente letal y de acción rápida. La tasa de mortalidad solía ser elevada, pero hoy en día el tratamiento suele ser posible si la víctima recibe atención médica a tiempo. El promedio de rendimiento del veneno es 124 mg, aunque puede llegar hasta 342 mg. La dosis mortal en los seres humanos es sólo 62 mg.
La enzima reptilasa (batroxobina), derivada del veneno de Bothrops atrox, se utiliza en los laboratorios médicos modernos para medir los niveles de fibrinógeno y para medir la capacidad de coagulación de la sangre. La prueba es considerada un reemplazo para el tiempo de trombina y se utiliza cuando la heparina está presente en la muestra. La enzima no se ve afectada por la heparina.